# Chacina das Cajazeiras
A chacina das Cajazeiras, na cidade de Fortaleza, Ceará, foi um assassínio em massa ocorrido no começo da madrugada do dia 27 de janeiro de 2018. No total, catorze pessoas foram assassinadas e nove ficaram feridas, sendo essa considerada a maior já registrada no estado desde a Chacina da Grande Messejana, ocorrida em 2015. Os crimes ocorreram no bairro Cajazeiras, no local conhecido como Forró do Gago, uma casa de espetáculos.

## Motivações
A Polícia Militar (PM) informou que a ação foi planejada por uma facção criminosa como uma afronta a outra organização que domina a área. As vítimas foram escolhidas aleatoriamente na multidão e várias morreram tanto na festa como do lado de fora da casa de forró e em ruas próximas, perseguidas pelos criminosos. No mesmo dia da chacina, um vídeo foi atribuído a facção Guardiões do Estado como autora dos ataques, sem uma confirmação oficial da Secretaria de Segurança Pública. A primeira chacina do ano, registrada na região de Maranguape em 9 de janeiro, teve as mesmas motivações. As 4 pessoas mortas estavam envolvidas com tráfico de drogas, homicídios e roubos.
Em relatório final divulgado pela Divisão de Homicídios e Proteção à Pessoa (DHPP), a chacina foi organizada pela facção Guardiões do Estado como resposta ao Comando Vermelho pelo domínio da região. A região das Cajazeiras já havia sido comandada pela GDE há cerca de dois anos e o Forró do Gago era ponto de encontro do Comando Vermelho, onde eram realizadas suas festas patrocinadas em que entoavam canções em alusão à CV. O crime foi aprovado por um "conselho" realizado pela facção rival no mesmo dia, na Comunidade da Rosalina.

## Investigações
As investigações são lideradas pela Divisão de Homicídios e Proteção à Pessoa (DHPP) e parte dela é mantida em sigilo. Um suspeito foi preso no mesmo dia do ocorrido. Após denúncias anônimas, cinco homens armados foram presos enquanto participavam de um velório de uma vitima da chacina, em Pacatuba.
Em 19 de fevereiro, foram realizados mandados de busca e apreensão em um apartamento no bairro Cocó, em Fortaleza. Um dos mandantes do crime foi preso no local, além da apreensão de várias armas, incluindo uma que foi usada na chacina. No dia seguinte, foi anunciada a prisão de outras quatro pessoas envolvidas.
O proprietário do Forró do Gago desmentiu relação em qualquer evento ocorrido na noite da chacina, sendo um terceiro que realizava as festas no local. Ele afirmou que pretende alugar o espaço para uma igreja evangélica.
Em 24 de maio de 2018, a Secretaria de Segurança Pública e Defesa Social revelou os resultados da investigação, que concluiu que 14 pessoas participaram direta ou indiretamente da chacina. O mandante intelectual foi Deijair de Sousa Silva, o 'De Deus', preso no Cocó e que estava em regime semiaberto e era monitorado por uma tornozeleira eletrônica. Outras quatro pessoas foram identificadas como mandantes do crime, sendo elas Noé de Paula Moreira; seu irmão Misael de Paula Moreira; Auricélio Sousa Freitas e Zaqueu Oliveira da Silva. Noé Moreira já estava preso no Instituto Penal Professor Olavo Oliveira (IPPOO II), cumprindo pena de 16 anos por um homicídio ocorrido no bairro Antônio Bezerra. Misael Moreira e Auricélio Freitas, o 'Celim' (este último apontado como um dos líderes da GDE e chefe do tráfico no bairro Barroso) estavam foragidos.
Além dos mandantes, sete executores foram responsáveis pelas mortes: um adolescente de 17 anos, que já estava apreendido; Fernando Alves de Santana e Francisco Kelson Ferreira do Nascimento, ambos presos em abril. Também estavam detidos Rennan Gabriel da Silva e Ruan Dantas da Silva. Estavam foragidos Joel Anastácio de Freitas e e Pedro Paulo do Prado Sousa. Além deles, duas pessoas também foram apontadas como partícipes do crime: Ana Karine da Silva Aquino e Ayalla Duarte Cavalcante, que já respondia em liberdade a acusação de ter ajudado os executores a atear fogo em uma caminhonete Hilux, usada no dia da chacina. Os 14 suspeitos foram indiciados pelos crimes de organização criminosa e pelos homicídios.

## Lista de mortos
A chacina vitimou 23 pessoas, sendo 14 mortos e 9 feridos. Apenas 3 delas possuíam antecedentes criminais. A maioria das vitimas são do sexo feminino.
- Maíra Santos da Silva, 15 anos;
- Maria Tatiana da Costa Ferreira 17 anos;
- Brenda Oliveira de Menezes, 19 anos;
- José Jefferson de Souza Ferreira, 21 anos;
- Raquel Martins Neves, 22 anos;
- Luana Ramos Silva, 22 anos;
- Wesley Brendo Santo Nascimento, 24 anos;
- Natanael Abreu da Silva, 25 anos;
- Antônio Gilson Ribeiro Xavier, 31 anos;
- Renata Nunes de Sousa, 32 anos;
- Mariza Mara Nascimento da Silva, 37 anos;
- Edneusa Pereira de Albuquerque, 38 anos;
- Raimundo da Cunha Dias, 48 anos;
- Antônio José Dias de Oliveira, 55 anos.

## Repercussão
O governador Camilo Santana convocou uma reunião na Secretaria da Segurança Pública e Defesa Social (SSPDS), em 28 de janeiro de 2018, onde anunciou a criação de uma força-tarefa para coibir facções. Camilo informou que o policiamento terá reforço de 1.400 policiais que serão formados pela Academia até o mês de maio. Antes disso, o presidente da comissão de Direito Penitenciário da Ordem dos Advogados do Brasil (OAB-CE), Márcio Vitor Albuquerque propôs uma ação civil pública contra o Estado para cobrar ações mais efetivas na área de segurança pública, sugerindo na pauta uma intervenção federal. O ministro da Secretaria de Governo, Carlos Marun, lamentou o caso mas descartou uma intervenção, afirmando que ainda se tratava de um problema de segurança pública na esfera estadual: "O governo lamenta, mas entendemos que é uma questão de segurança pública. Um conflito entre gangues que permite o estabelecimento de uma barbárie como essa que aconteceu no Ceará. Lamentamos muito, mas entendemos que é uma questão de segurança pública".
Em 29 de janeiro, moradores da comunidade das Cajazeiras realizaram manifesto em memória das vitimas. De acordo com o jornal O Povo, um grupo de cerca de 50 pessoas se reuniram em frente ao Forró do Gago e fizeram uma roda de oração. Logo após, os moradores seguiram em caminhada até a BR-116, próximo ao km 7 da rodovia. Fechando o trânsito com pneus queimados, os manifestantes pediam justiça. A Polícia Militar estimou entre 300 e 400 pessoas presentes na manifestação.
A chacina repercutiu na imprensa internacional, em sites como El País, The New York Times, The Guardian, Diário da Notícia e El Clarín. Em ação online, a Anistia Internacional pressionou o Governo do Estado a dar celeridade às investigações, pedindo que seja investigada imediatamente com imparcialidade e minúcia e que as autoridades tomem medidas adequadas para garantir assistência efetiva às famílias das vítimas, incluindo apoio psicológico e jurídico.

## Pós-chacina
Após a chacina, outros crimes relacionados foram registrados no estado. Em 29 de janeiro, uma rebelião na Cadeia Pública de Itapajé resultou em dez mortos a tiros e facadas. Os assassinatos ocorreram em reação à chacina e os mortos teriam ligação com o Primeiro Comando da Capital (PCC), facção paulista com atuação no Ceará. Em 9 de março, uma chacina é registrada na região do bairro Benfica, deixando 7 mortos.